# Sportåret 1964

## Händelser

### Amerikansk fotboll
- Cleveland Browns besegrar Baltimore Colts med 27-0 i NFL-finalen.
- Buffalo Bills besegrar San Diego Chargers med 11-7  i AFL-finalen.

### Bandy
- 15 mars - Brobergs IF blir svenska mästare genom att finalslå IK Sirius med 4-1 i omspelet på Studenternas IP i Uppsala.[1][2]

### Baseboll
- 15 oktober - National League-mästarna St. Louis Cardinals vinner World Series med 4-3 i matcher över American League-mästarna New York Yankees.[3]

### Basket
- 26 april - Boston Celtics vinner NBA-finalserien mot San Francisco Warriors.[4]
- 4 maj - Sovjet blir damvärldsmästare i Moskva före Tjeckoslovakien och Bulgarien.[5]
- 13 september - Sovjet vinner damernas Europamästerskap genom att finalslå Bulgarien med 55-53 i Budapest.[6]
- 23 oktober - USA vinner den olympiska turneringen i Tokyo genom att finalslå Sovjet med 73-58.[7]

### Bordtennis

#### EM

##### Herrsingel
- Kjell Johansson blir Europamästare i Malmö genom att i finalen besegra Zoltan Berczik (Ungern).

##### Herrdubbel
- J. Stanĕk och V. Miko (Tjeckoslovakien) blir Europamästare genom att i finalen besegra Hans Alsér och Kjell Johansson.

##### Lag
- Sverige blir Europamästare i lag före Jugoslavien.

### Boxning
- Cassius Clay erövrar världsmästartiteln i tungviktsboxning genom att besegra Sonny Liston.

### Cykel
- Jacques Anquetil, Frankrike, vinner Giro d'Italia
- Jacques Anquetil, Frankrike, vinner Tour de France för femte gången (fjärde året i rad)
- Raymond Poulidor, Frankrike, vinner Vuelta a España

### Fotboll
- 2 maj - West Ham United FC vinner FA-cupfinalen mot Everton FC med 3-2 på Wembley Stadium.[8]
- 15 maj - Sporting Lissabon vinner Europeiska cupvinnarcupen genom att besegra MTK Budapest med 1–0 i omspelsfinalen på Bosuilstadion i Antwerpen.[9]
- 27 maj - FC Internazionale vinner Europacupen för mästarlag genom att besegra Real Madrid med 3–1 i finalen på Praterstadion i Wien.[9]
- 3 juni - Israel vinner Asiatiska mästerskapet i Israel före Indien och Sydkorea.[10]
- 21 juni - Spanien vinner Europacupen för landslag genom att i finalen besegra Sovjetunionen med 2-1 i Madrid.[11]
- 25 juni - Real Zaragoza vinner Mässcupen genom att besegra Real Zaragoza med 2–1 i finalen på Nou Camp i Barcelona.[9]
- 23 oktober – Ungern vinner den olympiska turneringen genom att vinna finalen mot Tjeckoslovakien med 2-1 i Tokyo.[12]
- Okänt datum – Denis Law, Skottland, utses till Årets spelare i Europa.

#### Ligasegrare / resp. lands mästare
- Belgien - RSC Anderlecht
- England - Liverpool FC
- Frankrike - AS Saint Étienne
- Italien - Bologna FC
- Nederländerna - AFC DWS
- Skottland - Rangers
- Spanien - Real Madrid CF
- Sverige - Djurgårdens IF
- Västtyskland - 1. FC Köln

### Friidrott
- 31 december - Gaston Roelants, Belgien vinner Sylvesterloppet i São Paulo.[13]
- Aurele Vandendriessche, Belgien vinner Boston Marathon.[14]

### Golf

#### Herrar
- The Masters vinns av Arnold Palmer, USA
- US Open vinns av Ken Venturi, USA
- British Open vinns av Tony Lema, USA
- PGA Championship vinns av Bobby Nichols, USA
- Mest vunna vinstpengar på PGA-touren: Jack Nicklaus, USA med $113 285

#### Damer
- US Womens Open – Mickey Wright, USA
- LPGA Championship – Mary Mills, USA
- Mest vunna vinstpengar på LPGA-touren: Mickey Wright, USA med $29 800

### Handboll
- 15 mars - Rumänien blir inomhusvärldsmästare för herrar genom att finalbesegra Sverige med 25-22 i Prag.[15]

### Ishockey
- 9 februari - Sovjet blir olympiska mästare i Innsbruck före Sverige och Tjeckoslovakien.[16]
- 15 mars - Svenska mästare blir Brynäs IF genom serieseger före Leksands IF och Södertälje SK.[17]
- 25 april - Stanley Cup vinns av Toronto Maple Leafs som besegrar Detroit Red Wings med 4 matcher mot 3 i slutspelet.[18]

### Konståkning
- VM
- Herrar – Manfred Schnelldorfer, Västtyskland
- Damer – Sjoukje Dijkstra, Nederländerna
- Paråkning – Marika Kilius & Hans-Jürgen Bäumler, Västtyskland

### Motorsport

#### Formel 1
- 25 oktober - Världsmästare blir John Surtees, Storbritannien.

#### Rally
- Den svenske rallyföraren Tom Trana vinner Europamästerskapet med en Volvo PV544.

#### Sportvagnsracing
- Den italienska biltillverkaren Ferrari vinner sportvagns-VM.
- Jean Guichet och Nino Vaccarella vinner Le Mans 24-timmars med en Ferrari 275 P.

### Skidor, alpint

#### Herrar
- VM
  - Kombination
- 1 Ludwig Leitner, Västtyskland
- 2 Gerhard Nenning, Österrike
- 3 Billy Kidd, USA
  - Övriga grenar se Olympiska vinterspelen 1964
- SM
  - Slalom vinns av Staffan Lindgren, Tärna IK Fjällvinden.  Lagtävlingen vinns av Tärna IK Fjällvinden.
  - Storslalom vinns av Bengt-Erik Grahn, Tärna IK Fjällvinden.  Lagtävlingen vinns av Tärna IK Fjällvinden.
  - Störtlopp vinns av Rune Lindström, Sollefteå GIF.  Lagtävlingen vinns av Tärna IK Fjällvinden.

#### Damer
- VM
  - Kombination
- 1 Marielle Goitschel, Frankrike
- 2 Christl Haas, Österrike
- 3 Edith Zimmermann, Österrike
  - Övriga grenar se Olympiska vinterspelen 1964
- SM
  - Slalom vinns av Vivi-Anne Wassdahl, Östersund-Frösö SLK. Lagtävlingen vinns av Östersund-Frösö SLK.
  - Storslalom vinns av Elisabeth Norlén, Östersund-Frösö SLK. Lagtävlingen vinns av Östersund-Frösö SLK.
  - Störtlopp vinns av Kathinka Frisk, Djurgårdens IF. Lagtävlingen vinns av Östersund-Frösö SLK.

### Skidor, längdåkning

#### Herrar
- 1 mars - Janne Stefansson, Sälens IF vinner Vasaloppet.[19]

- SM
  - 15 km vinns av Ragnar Persson, Föllinge IF. Lagtävlingen vinns av IFK Mora.
  - 30 km vinns av Assar Rönnlund, IFK Umeå. Lagtävlingen vinns av Lycksele IF.
  - 50 km vinns av Ragnar Persson, Föllinge IF. Lagtävlingen vinns av Sälens IF.
  - Stafett 3 x 10 km vinns av Lima IF med laget  Sven Jernberg, Vidar Mattsson och Sixten Jernberg.

#### Damer
- SM
  - 5 km vinns av Toini Gustafsson, IFK Likenäs. Lagtävlingen vinns av Edsbyns IF.
  - 10 km vinns av Toini Gustafsson, IFK Likenäs. Lagtävlingen vinns av Edsbyns IF.
  - Stafett 3 x 5 km vinns av Edsbyns IF med laget  Gun Ädel,  Alice Eriksson och Britt Strandberg .

### Skidskytte

#### VM
- Se Olympiska vinterspelen 1964

### Tennis

#### Herrar
- Tennisens Grand Slam:
  - Australiska öppna - Roy Emerson, Australien
  - Franska öppna – Manuel Santana, Spanien
  - Wimbledon – Roy Emerson, Australien
  - US Open – Roy Emerson, Australien
- 28 september - Australien vinner Davis Cup genom att finalbesegra USA med 3-2 i Cleveland.[20]

#### Damer
- Tennisens Grand Slam:
  - Australiska öppna –Margaret Smith, Australien
  - Franska öppna – Margaret Smith, Australien
  - Wimbledon – Maria Bueno, Brasilien
  - US Open – Maria Bueno, Brasilien
- 5 september - Australien vinner Federation Cup genom att finalbesegra USA med 2-1 i Philadelphia.[21]

### Volleyboll
- 3 maj - Sverige spelar i Malmö sin första damlandskamp i volleyboll, och förlorar med 0-3 mot Danmark.[22]
- 23 oktober - De olympiska olympiska turneringarna avgörs i Tokyo. Sovjet vinner herrturneringen före Tjeckoslovakien och Japan.[23] medan Japan vinner damturneringen före Sovjet och Polen.[24]

## Evenemang
- Olympiska vinterspelen 1964 äger rum 29 januari - 9 februari i Innsbruck, Österrike
- Olympiska sommarspelen 1964 äger rum 10 oktober - 24 oktober i Tokyo, Japan
- VM i konståkning arrangeras i Dortmund, Västtyskland.
- EM i bordtennis anordnas i Malmö, Sverige.

## Födda
- 13 januari – Johan Ryström, svensk golfspelare.
- 14 januari – Johan Strömwall, svensk ishockeyspelare och -tränare.
- 3 februari – Michael Rummenigge, tysk fotbollsspelare.
- 16 februari
  - Bebeto, brasiliansk fotbollsspelare.
  - Valentina Jegorova, rysk friidrottare.
- 22 februari – Magnus Wislander, svensk handbollsspelare.
- 5 mars – Gerald Vanenburg, nederländsk fotbollsspelare.
- 7 mars – Vladimir Smirnov, kazakisk längdskidåkare.
- 19 mars – Nicola Larini, italiensk racerförare.
- 26 mars – Staffan Olsson, svensk handbollsspelare.
- 3 april – Bjarne Riis, dansk tävlingscyklist.
- 4 april – Branco, brasiliansk fotbollsspelare.
- 13 april – Davis Love III, amerikansk golfspelare.
- 21 april – Ludmila Engquist, rysk-svensk friidrottare.
- 11 juni – Jean Alesi, fransk racerförare.
- 15 juni – Michael Laudrup, dansk fotbollsspelare och -tränare.
- 25 juni – Johnny Herbert, brittisk racerförare.
- 26 juni – Tommi Mäkinen, finländsk rallyförare.
- 4 juli – Roland Ratzenberger, österrikisk racerförare.
- 9 juli – Gianluca Vialli, italiensk fotbollsspelare.
- 16 juli – Miguel Induráin, spansk tävlingscyklist.
- 20 juli – Bernd Schneider, tysk racerförare.
- 21 juli – Jens Weissflog, östtysk backhoppare.
- 24 juli – Barry Bonds, amerikansk basebollspelare.
- 25 juli – Tony Granato, amerikansk ishockeyspelare och -tränare.
- 30 juli – Jürgen Klinsmann, tysk fotbollsspelare och -tränare.
- 8 augusti – Butch Reynolds, amerikansk friidrottare
- 17 augusti – Jorginho, brasilianska fotbollsspelare.
- 22 augusti – Mats Wilander, svensk tennisspelare.
- 28 augusti – Lee Janzen, amerikansk professionell golfspelare.
- 30 oktober – Jean-Marc Bosman, belgisk fotbollsspelare.
- 31 oktober – Marco van Basten, nederländsk fotbollsspelare.
- 23 november – Lars Myrberg, svensk boxare.
- 26 november – Vreni Schneider, schweizisk alpin skidåkare.
- 16 december – Heike Drechsler, tysk friidrottare, längdhopp.

## Avlidna
- 18 mars – Sigfrid Edström, svensk företagsledare och idrottsledare, ledamot av Internationella Olympiska Kommittén.

### Fotnoter
1. ↑  Erik Jonsson (12 februari 1961). ”1960–1969”. Svenska Bandyförbundet. Arkiverad från originalet den 17 mars 2020. https://web.archive.org/web/20200317215222/https://www.svenskbandy.se/BANDYFINALEN/HISTORIK/Svenskamastare/Herrar/1960-1969. Läst 18 mars 2020.
2. ↑  Lasse Sandlin (15 mars 1999). ”Broberg försvarar sin SM-titel i bandy” (på svenska). Aftonbladet. http://wwwc.aftonbladet.se/arhundradets/dagar/990315.html. Läst 2 september 2011.
3. ↑  ”1964 World Series” (på engelska). Baseball-Reference.com. http://www.baseball-reference.com/postseason/1964_WS.shtml. Läst 10 juli 2015.
4. ↑  ”Basketball Reference”. http://www.basketball-reference.com/leagues/NBA_1964_games.html. Läst 25 augusti 2011.
5. ↑  ”Sport Statistics”. Arkiverad från originalet den 20 september 2015. https://web.archive.org/web/20150920054509/http://todor66.com/basketball/World/Women_1959.html. Läst 24 augusti 2011.
6. ↑  ”Sport Statistics”. Arkiverad från originalet den 28 maj 2012. https://web.archive.org/web/20120528084416/http://todor66.com/basketball/Europe/Women_1962.html. Läst 24 augusti 2011.
7. ↑  ”Sport Statistics”. Arkiverad från originalet den 25 maj 2012. https://web.archive.org/web/20120525123540/http://www.todor66.com/basketball/Olympic/Men_1964.html. Läst 23 augusti 2011.
8. ↑  ”England FA Challenge Cup 1963-1964” (på engelska). RSSSF. http://www.rsssf.com/tablese/engcup1964.html. Läst 19 augusti 2012.
9. 1 2 3  ”European Competitions 1963-64” (på engelska). RSSSF. http://www.rsssf.com/ec/ec196364.html. Läst 16 augusti 2011.
10. ↑  ”Asian Nations Cup 1964” (på engelska). RSSSF. http://www.rsssf.com/tables/64asch.html. Läst 16 augusti 2011.
11. ↑  ”European Championship 1964” (på engelska). RSSSF. http://www.rsssf.com/tables/64e.html. Läst 11 augusti 2011.
12. ↑  ”Games of the XVIII. Olympiad” (på engelska). RSSSF. http://www.rsssf.com/tableso/ol1964f.html. Läst 16 augusti 2011.
13. ↑  ”1960” (på portugisiska). Sylvesterloppet. Arkiverad från originalet den 1 mars 2014. https://web.archive.org/web/20140301030919/http://www.saosilvestre.com.br/1960. Läst 19 augusti 2012.
14. ↑  ”Boston Marathon”. Arkiverad från originalet den 27 april 2015. https://web.archive.org/web/20150427035419/http://www.baa.org/races/boston-marathon/boston-marathon-history/past-champions/past-mens-open-champions.aspx. Läst 9 april 2011.
15. ↑  ”Sport Statistics”. Arkiverad från originalet den 24 augusti 2011. https://web.archive.org/web/20110824153349/http://www.todor66.com/handball/World/Men_1964.html. Läst 23 augusti 2011.
16. ↑  ”Jeux Olympiques d'Innsbruck 1964” (på franska). Hockey Archives. 9 februari 1964. https://www.hockeyarchives.info/JO1964.htm. Läst 15 augusti 2011.
17. ↑  ”Championnat de Suède 1963/64” (på franska). Hockey Archives. 15 mars 1964. https://www.hockeyarchives.info/Suede1964.htm. Läst 15 augusti 2011.
18. ↑  ”NHL 1963/64” (på franska). Hockey Archives. https://www.hockeyarchives.info/NHL1964.htm. Läst 23 mars 2020.
19. ↑  ”Historiska segrare”. Vasaloppet. Arkiverad från originalet den 22 mars 2020. https://web.archive.org/web/20200322121012/https://www.vasaloppet.se/wp-content/uploads/sites/1/2019/09/historiska_segrare_vasaloppet_sve_2019-09-18.pdf. Läst 5 september 2011.
20. ↑  ”Davis Cup”. http://www.daviscup.com/en/results/tie/details.aspx?tieId=10000744. Läst 20 augusti 2011.
21. ↑  ”Fed Cup”. Arkiverad från originalet den 24 mars 2012. https://web.archive.org/web/20120324140106/http://www.fedcup.com/en/results/tie/details.aspx?tieId=20005132. Läst 21 augusti 2011.
22. ↑  Gustafsson, Stig. Bollsportens först och störst. Forum
23. ↑  ”Sport Statistics”. Arkiverad från originalet den 2 maj 2011. https://web.archive.org/web/20110502043121/http://www.todor66.com/volleyball/Olympics/Men_1964.html. Läst 24 augusti 2011.
24. ↑  ”Sport Statistics”. Arkiverad från originalet den 26 juni 2015. https://web.archive.org/web/20150626174946/http://todor66.com/volleyball/Olympics/Women_1964.html. Läst 24 augusti 2011.